# 林村河

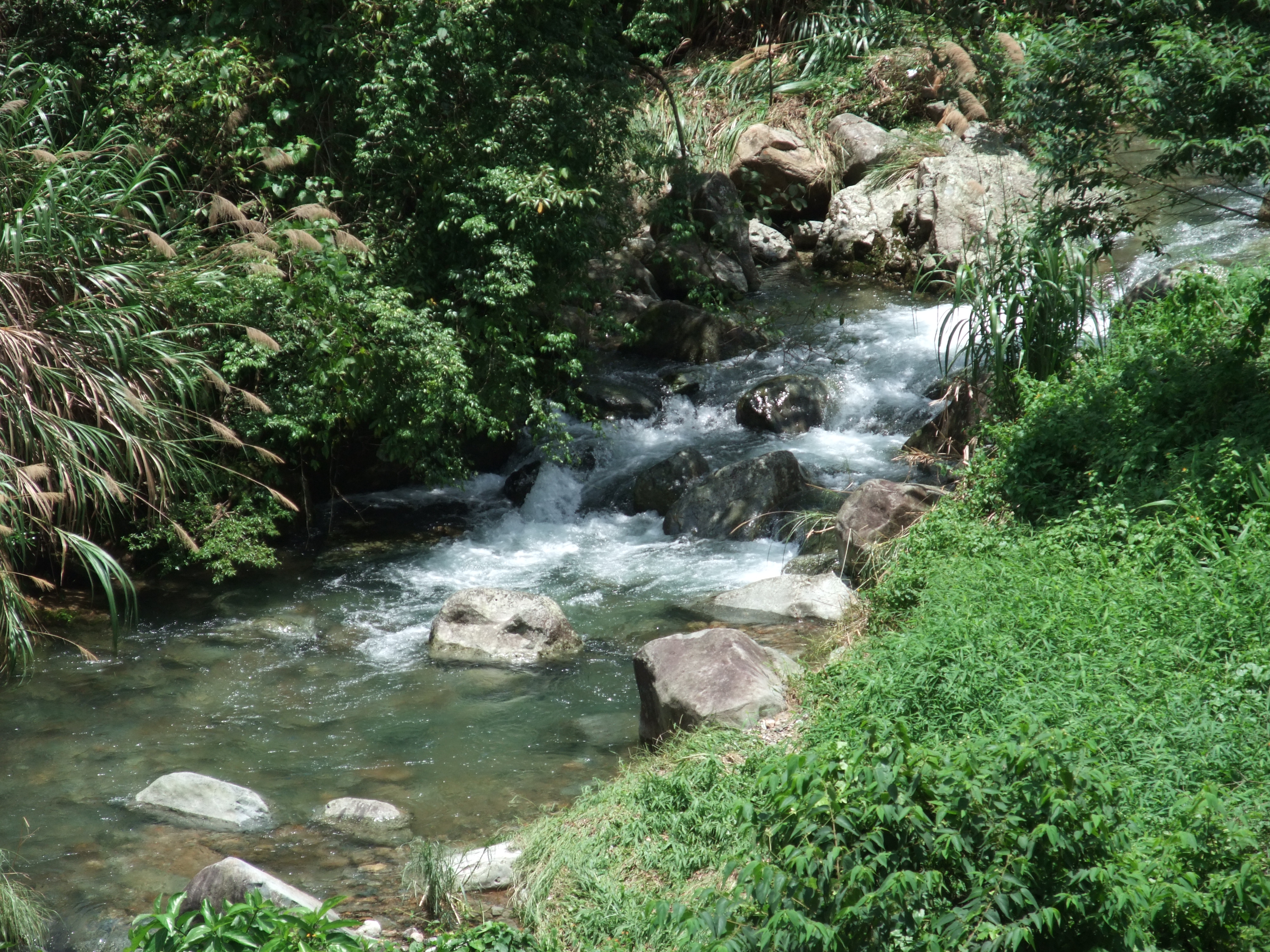
流經梧桐寨的一段林村河

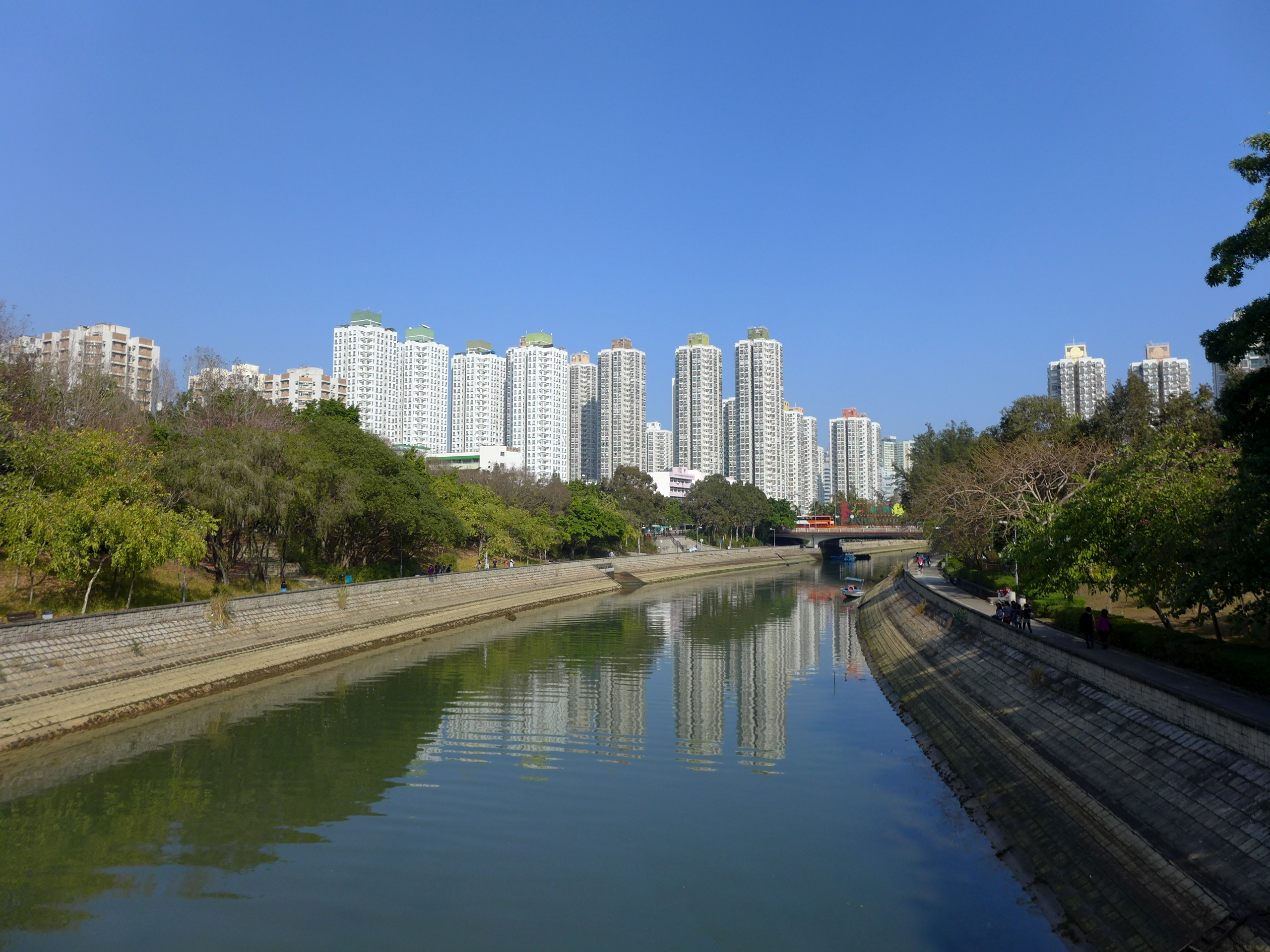
廣福橋附近的一段林村河

林村河 （英語：Lam Tsuen River）是一條位於香港新界中部的河流，位於大埔以西，源自大帽山及觀音山。林村河是香港典型的中型河流，在河流中能找到很多不同種類的生物，包括稀有生物香港蠑螈。林村河發源於大帽山北巔四方山的猴岩頂，海拔約740米，上游由梧桐寨瀑布開始，流經林村谷，中游流經寨乪、橫過林錦公路轉向東北的麻蒲尾和新塘、放馬莆、川背龍的農地，到圍頭村附近作90度轉向東南，經梅樹坑流向大埔新市鎮，匯合大埔河後在廣福邨附近流入吐露港。

## 水系及地質
林村河集水區面積廣大，約有18.5平方公里，每年總水量平均達14.6百萬立方米，河流長度約為10.8公里，平均坡度為1:14.5。林村河為樹枝狀水系，流域形狀呈長方形，幹流蜿蜒流過林村谷中央。林村河是河流沿著弱線侵蝕的好例子，它的幹流正是在林村斷層這條弱線之上。根據地質及沿途沖積物分佈推斷，林村河原為梧桐河的支流，河流越過圍頭村再連接梧桐河直到粉嶺，但在約24,000至85,000年前的一次斷層移動後，圍頭村附近的地殼上升，切斷林村河中游與梧桐河的河道，河水作90度轉向穿過梅樹坑的鞍形山口與現時的林村河下游連接，是河川襲奪（river capture）的一個例子。

## 上游

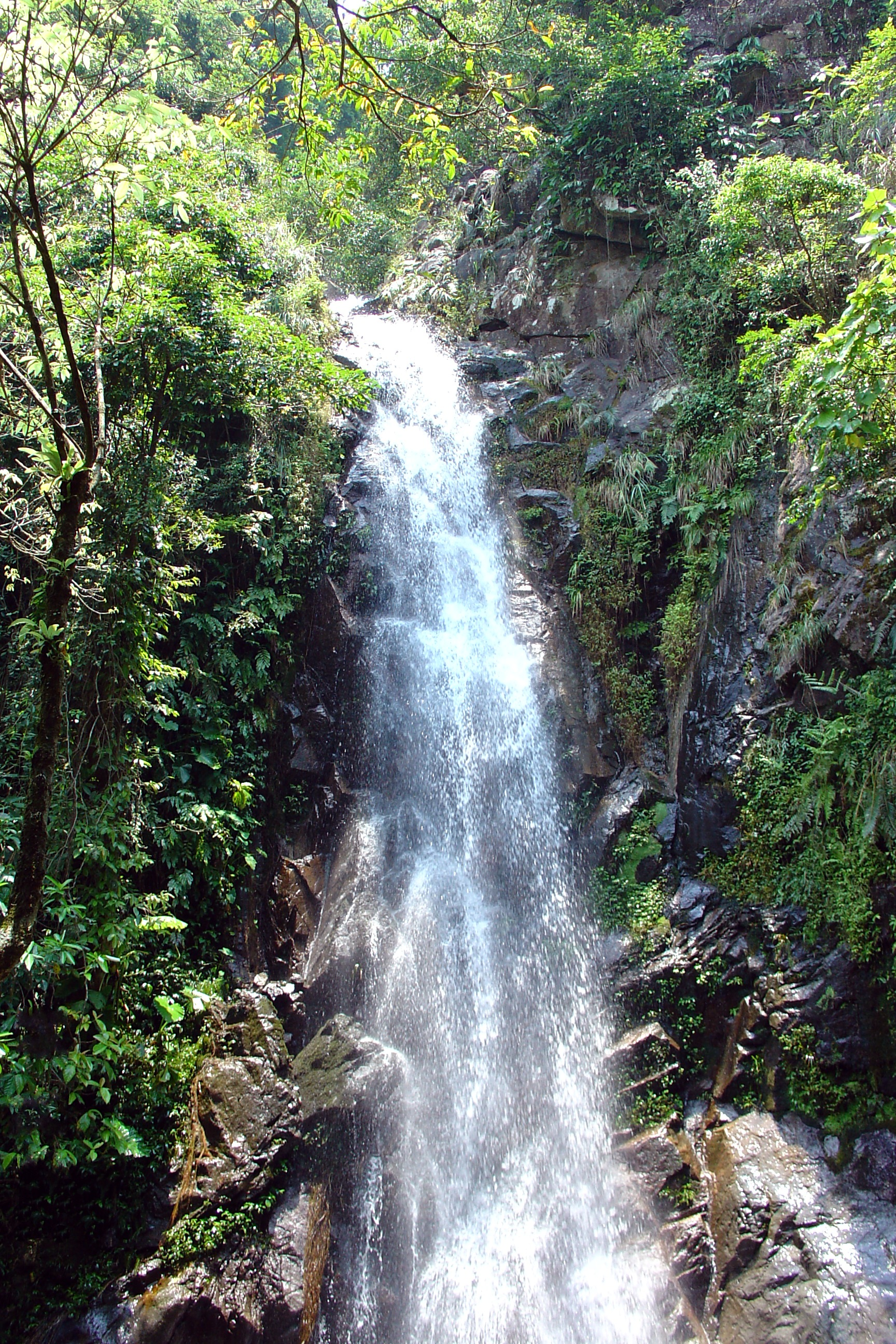
梧桐寨瀑布

上游處於香港最高山脈大帽山的東麓，全是狹窄而陡峭的石澗，在下蝕主導的情況下，主要地貌特徵有V形河谷（V-shaped valley）、交錯山咀（interlocking spurs）、急流（rapids）、瀑布、跌水潭（plunge pools）和峽谷，梧桐寨瀑布是當中的好例子。

## 中游
林村河流過山區後，中游河段坡度突趨平緩，進入較平坦而開闊的林村谷，是寬達800米的沖積平原。河段侵蝕主要是側蝕，形成曲流（meander），由塘面村至較寮下的河段就是其中一個曲流例子。

## 下游及河口

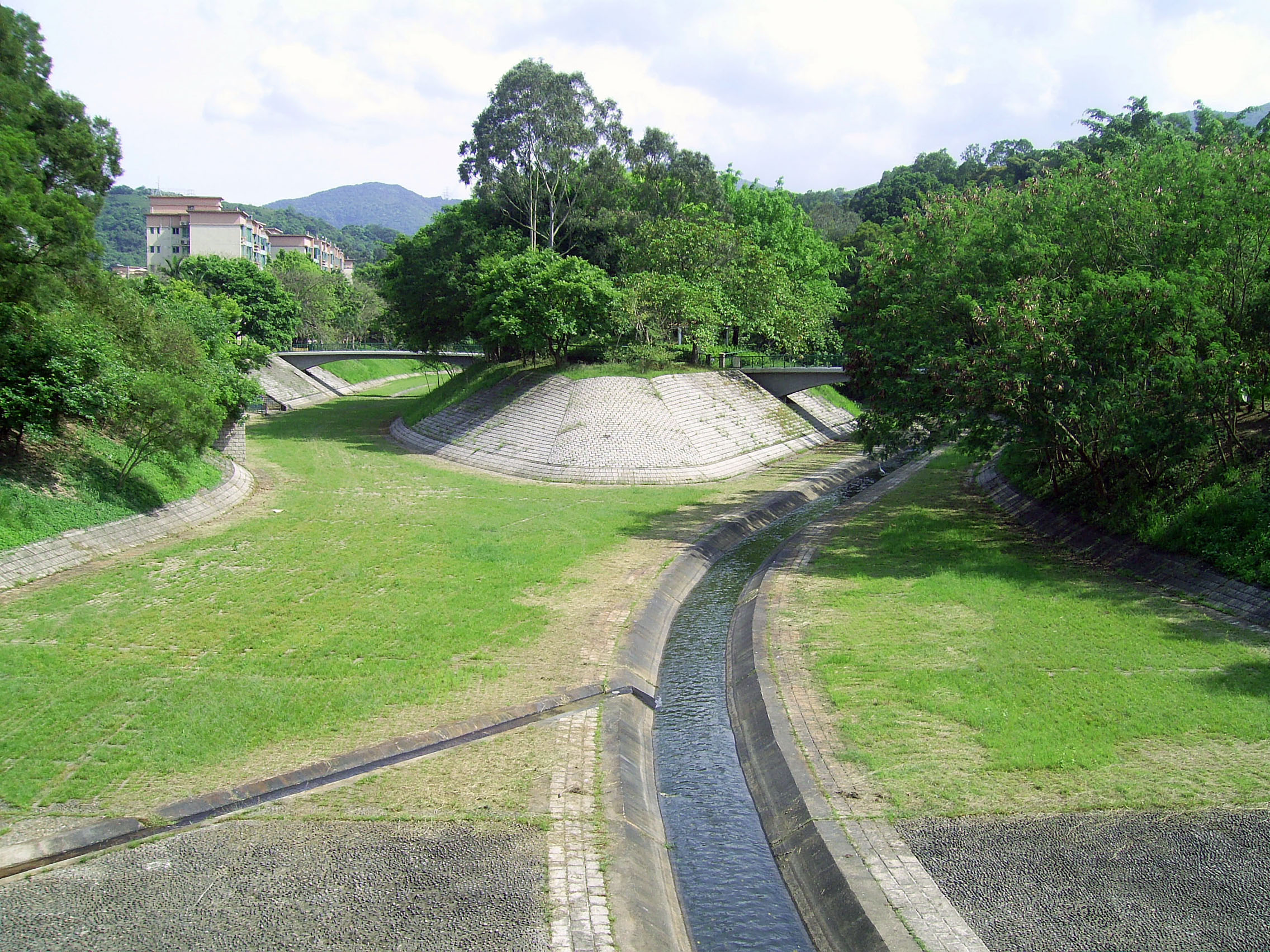
梅樹坑公園一段人工化河道

原本的林村河河口位於現時廣福橋附近，河水到達此處就流出大埔海（即吐露港）。在1970年代，由於大埔新市鎮的發展，大埔海部份的地方開展了填海工程，令林村河延長到廣福邨附近才流出大海，並且在廣福邨附近和大埔河匯合，形成了今日的面貌。現時林村河下游由大埔頭抽水站以東至吐露港已完全建成人工河道，失去所有天然河流地貌。
林村河近大埔一段有5座外型帶有中國建築特式的行人天橋橫跨河道，分別於1984年至1992年間落成，分別為錦石橋、錦和橋、太和橋、廣福橋和寶鄉橋。

### 大埔頭抽水站
由於林村河水量豐富，政府在梅樹坑附近的大埔頭興建抽水站抽取河水作食水之用，抽水站內設有一條人造纖維的可充氣水壩，充氣後成為一道堵截河水的水壩，蓄積河水，再經由地下水管將河水輸往船灣淡水湖。當出現嚴重暴雨時，水壩會放氣讓洪水排出吐露港。

## 河流生態
林村河的水生生物主要出現在林村河中游，如寬鰭鱲、異鱲等魚類及稀有兩棲動物香港蠑螈等，下游則因河流遭人工化而破壞了整個下游生態系統。林村河流域是大量蜻蜓品種的棲息地，包括多種罕見的華麗扇蟌、緒方華扁蟌及梧桐寨獨有的郁異偽蜻及克氏頭蜓，是繼沙羅洞後香港最重要的蜻蜓棲息地。
梧桐寨河谷擁有一片茂密的樹林，是香港其中一處植物種類最繁多的地方，當中包括一些稀有和受保護品種，如巢蕨、剌桫欏等，所以梧桐寨河谷早於1979年已列為具特殊科學價值地點。

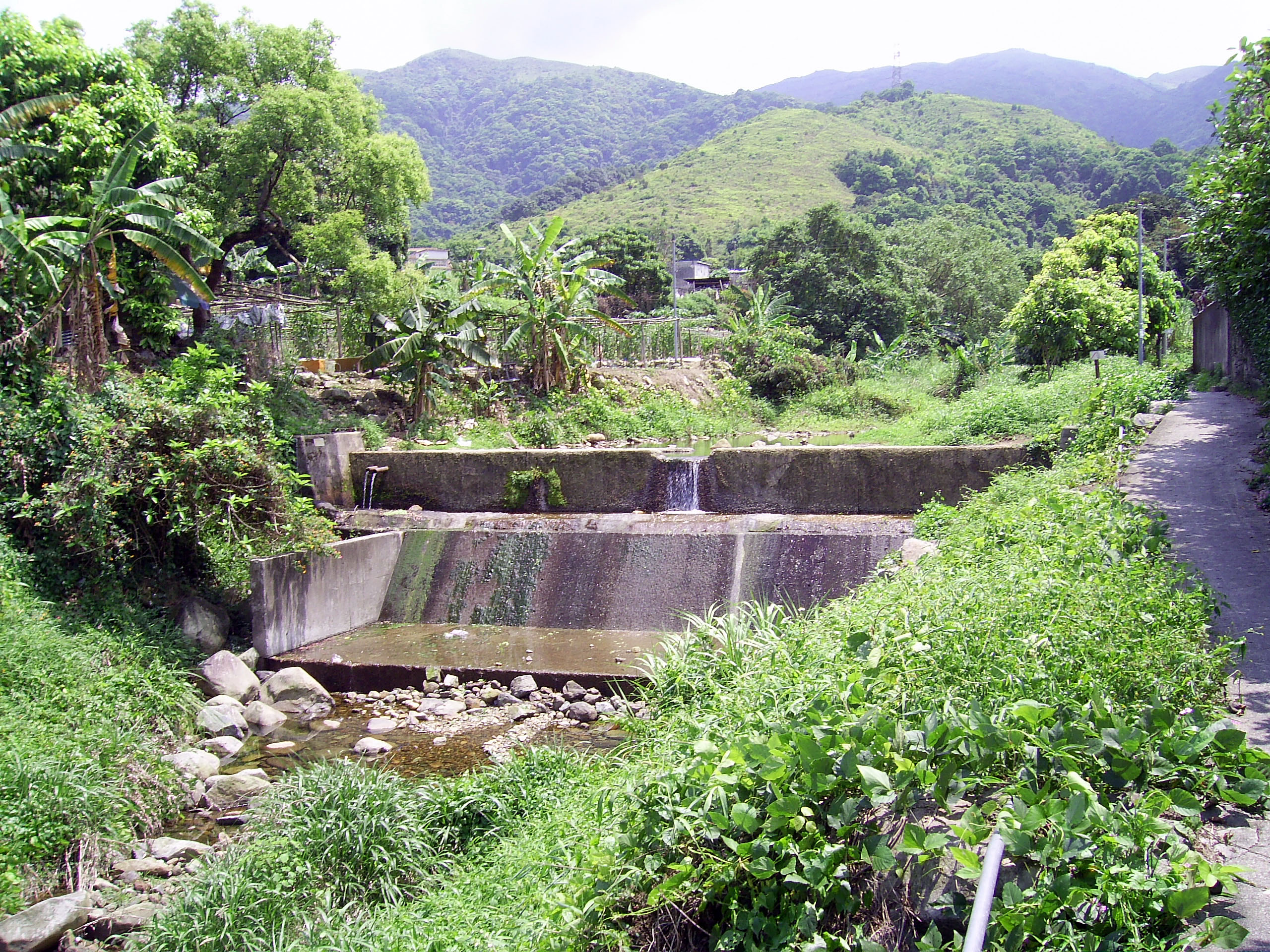
坪朗附近一段林村河
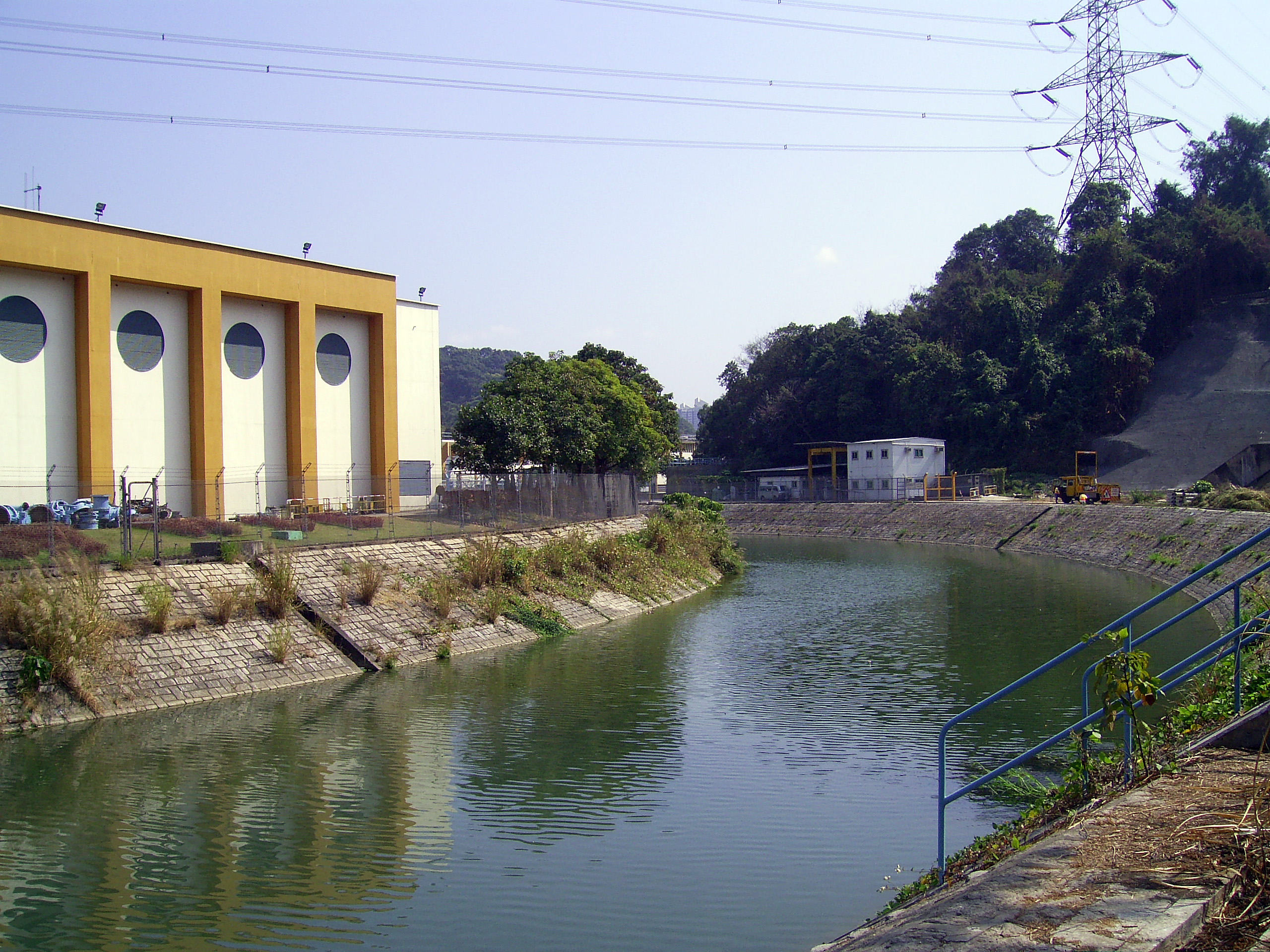
大埔頭抽水站附近一段林村河
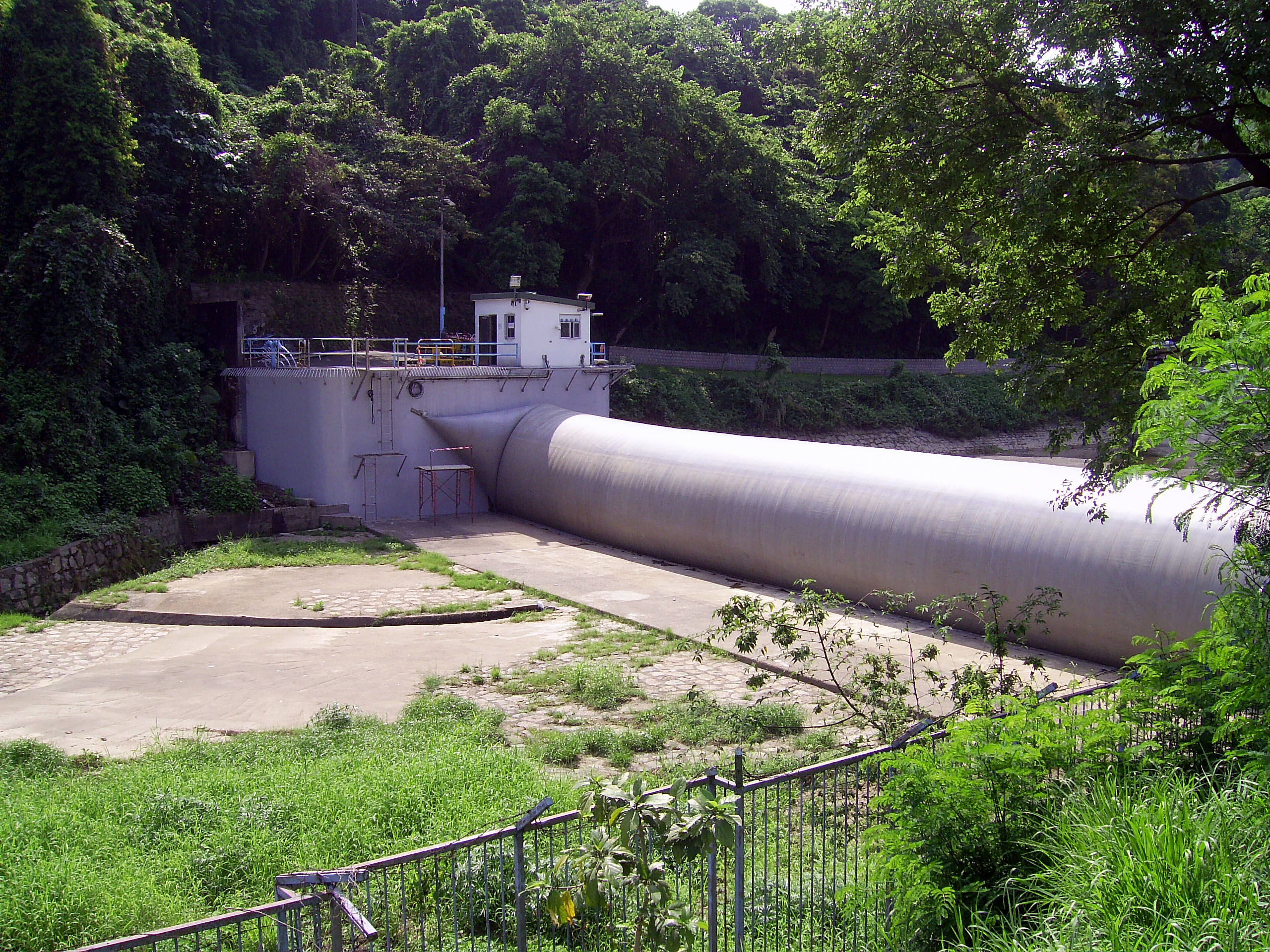
大埔頭抽水站的充氣水壩
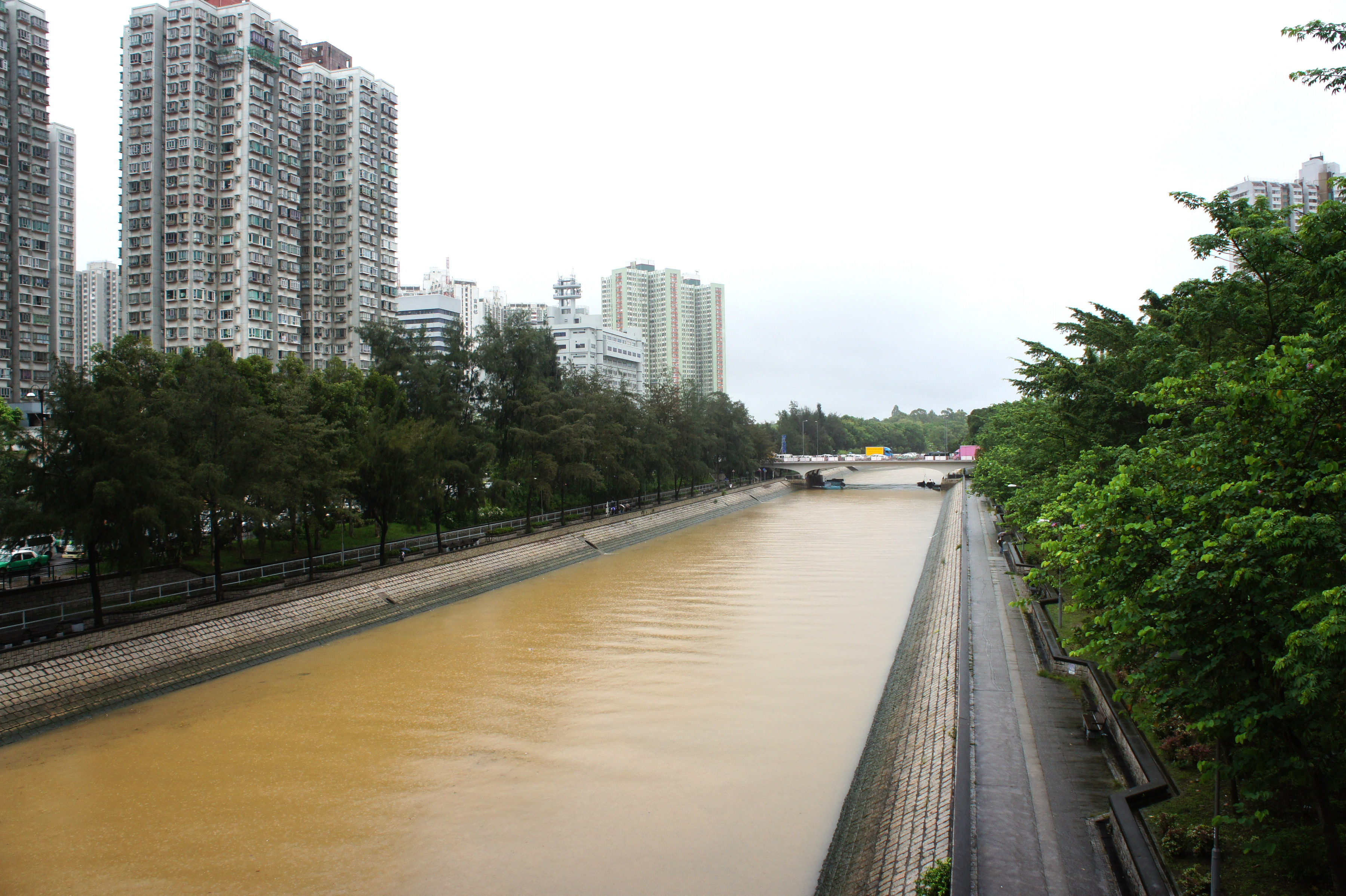
林村河近大埔中心一段。河水因大雨將上游泥土沖下，變得一片混黃。

## 橋樑
- 錦石橋
- 錦和橋
- 太和橋
- 廣福橋[3]
- 寶鄉橋

## 外部連結
- 大埔林村河淤泥積存異味四散
- 渠務署保護林村河不力
- 探索林村河源頭
- 綠色力量 - 從「河」而來教育計劃：林村河 （页面存档备份，存于）
- 小工程，大改善 － 林村河改善工程[永久]
- 綠色力量，2006，《從河而來—林村河》